# Sárgahasú bogyókapó
A sárgahasú bogyókapó (Toxorhamphus novaeguineae) a madarak osztályának verébalakúak (Passeriformes) rendjébe és a bogyókapófélék (Melanocharitidae) családjába tartozó faj.

## Rendszerezése
A fajt René Primevère Lesson francia orvos és ornitológus írta le 1827-ben, a Cinnyris nembe Cinnyris NovaeGuineae néven.

## Alfajai
- Toxorhamphus novaeguineae novaeguineae (Lesson, 1827)
- Toxorhamphus novaeguineae flaviventris (Rothschild & E. J. O. Hartert, 1911)

## Előfordulása
Új-Guinea szigetén, Indonézia és Pápua Új-Guinea területén honos. Természetes élőhelyei a szubtrópusi és trópusi síkvidéki esőerdők, valamint másodlagos erdők.

## Megjelenése
Testhossza 12 centiméter.

## Természetvédelmi helyzete
Az elterjedési területe nagyon nagy, egyedszáma pedig ismeretlen. A Természetvédelmi Világszövetség Vörös listáján nem fenyegetett fajként szerepel.